# Лис-ле-Ланнуа
Лис-ле-Ланнуа́ (фр. Lys-lez-Lannoy) — коммуна во Франции, регион О-де-Франс, департамент Нор, округ Лилль, кантон Круа. Находится в 1 км от границы с Бельгией и в 12 км к востоку от Лилля.
Население (2017) — 13 422 человека.

## Экономика
Структура занятости населения:
- сельское хозяйство — 0,0 %
- промышленность — 26,0 %
- строительство — 6,4 %
- торговля, транспорт и сфера услуг — 37,5 %
- государственные и муниципальные службы — 30,1 %

Уровень безработицы (2017) — 15,1 % (Франция в целом — 13,4 %, департамент Нор — 17,6 %). 

Среднегодовой доход на 1 человека, евро (2017) — 20 330 (Франция в целом — 21 110, департамент Нор — 19 490).

## Демография
Динамика численности населения, чел.

## Администрация
Пост мэра Лис-ле-Ланнуа с 2020 года занимает Шарль-Александр Прокопович (Charles-Alexandre Prokopowicz). На муниципальных выборах 2020 года возглавляемый им правый список победил в 1-м туре, получив 70,62 % голосов.
| Период | Период | Фамилия                    | Партия                                                              | Примечания                     |
| ------ | ------ | -------------------------- | ------------------------------------------------------------------- | ------------------------------ |
| 1958   | 1983   | Андре Демюльес             | Французская секция Рабочего интернационала, Социалистическая партия | депутат Национального собрания |
| 1983   | 1995   | Морис Кодрон               | Объединение в поддержку Республики                                  |                                |
| 1995   | 2008   | Даниэль Шабас              | Разные правые                                                       |                                |
| 2008   | 2014   | Жозьян Вилоко              | Социалистическая партия                                             |                                |
| 2014   | 2020   | Гаэтан Жан                 | Союз демократов и независимых                                       |                                |
| 2020   |        | Шарль-Александр Прокопович | Разные правые                                                       |                                |

## Города-побратимы
- Лотте, Германия

## Спорт
В Лис-ле-Ланнуа базируется одноименный профессиональный клуб по настольному теннису, ставший в 2011 году чемпионом французской лиги Pro A.

## Ссылки

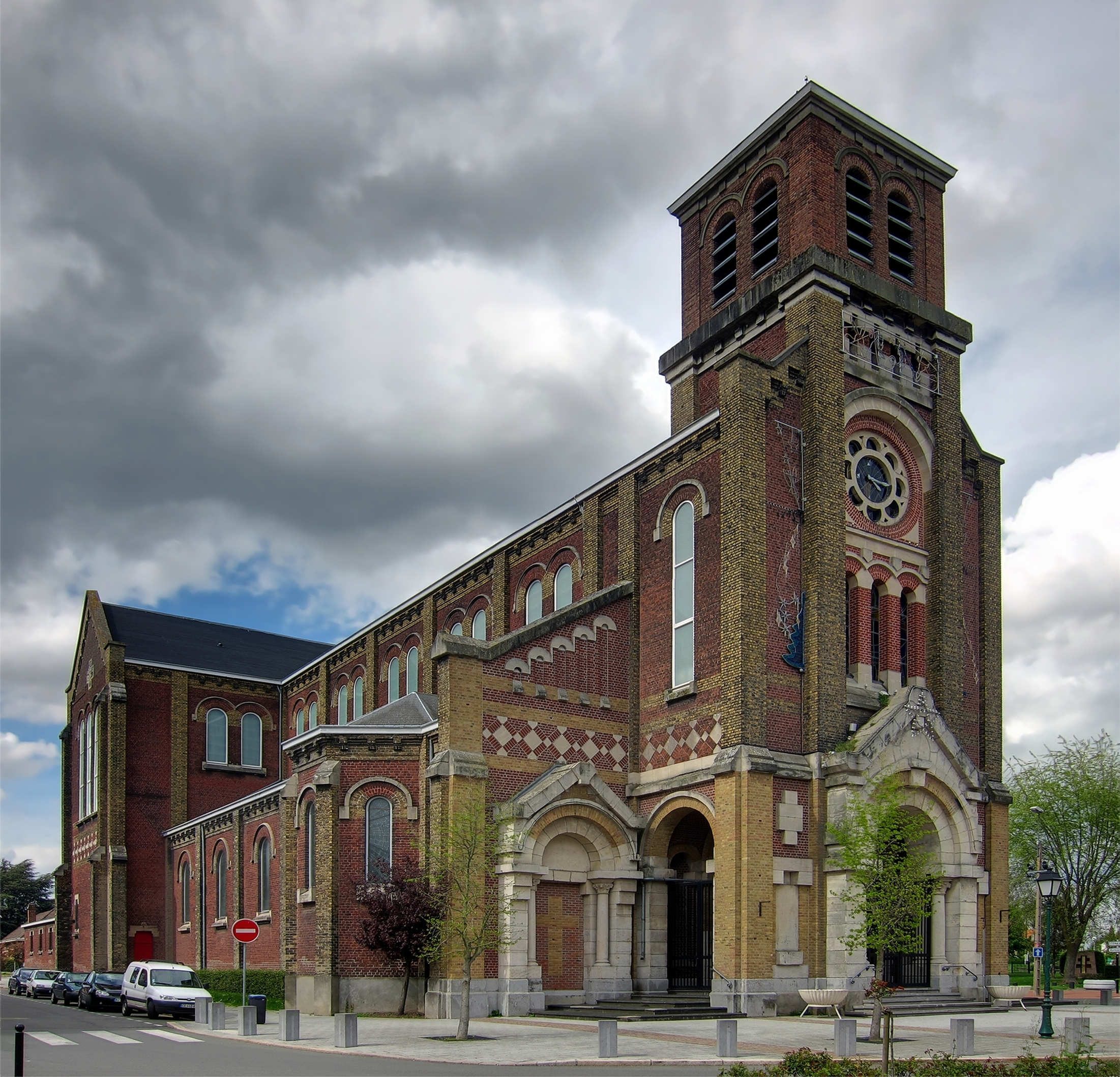
Церковь Святого Луки 1904 года